# Михайлина, Любомир Павлович
Любомир Павлович Михайлина (род. 17 июня 1953 Черновцы) — советский и украинский историк, археолог, доктор исторических наук, профессор, директор Киево-Печерского заповедника с 2012 по 2017 гг.

## Биография
Родился в 1953 году. Отец Павел Михайлина (1923—2012) — советский и украинский историк, доктор исторических наук. Мать — ?
В 1975 году окончил исторический факультет Черновицкого университета. В 1984 году защитил кандидатскую диссертацию на тему: Славянские древности Верхнего Попрутья VIII—X вв В 2008 году защитил докторскую диссертацию на тему: словяне VIII—X ст между Днепром и Карпатами. Работал на радном факультете, заведующим кафедры истории древнего мира. Его отец был заведующим кафедрой истории Украины 1990 г. с 2003 по 2006 год глава дипартамента Министерства труда УкраиныВ 2010—2012 годах директор заповедника Хотинская крепость. С 2012 года стал директором Киево-Печерского заповедника.
Женат имеет двоих детей и четырёх внуков.